# Licrostroma subgiganteum
Licrostroma subgiganteum är en svampart som först beskrevs av Miles Joseph Berkeley, och fick sitt nu gällande namn av P.A. Lemke 1964. Licrostroma subgiganteum ingår i släktet Licrostroma och familjen Corticiaceae.   Inga underarter finns listade i Catalogue of Life.